# Whatever You Want - The Very Best of Status Quo
Whatever You Want- The Very Best of Status Quo  è una raccolta di successi pubblicata dalla rock band inglese Status Quo nel 1997.

## Il disco
Incisa su doppio CD, questa nuova antologia propone una retrospettiva sui precedenti 30 anni di carriera della longeva band inglese, con tutti i singoli di maggior successo incisi a partire dagli anni sessanta.
L'album non comprende inediti e si piazza al n. 12 nelle classifiche del Regno Unito.

## Tracce disco 1
1. Pictures of Matchstick Men - 3:10 - (Rossi)
2. Ice in the Sun - 2:01 - (Wilde/Scott)
3. Down the Dustpipe - 2:03 - (Groszmann)
4. In My Chair - 3:10 - (Young/Rossi)
5. Paper Plane - 2:55 - (Rossi/Young)
6. Mean Girl - 3:59 - (Rossi/Young)
7. Caroline - 3:43 - (Rossi/Young)
8. Break the Rules - 3:39 - (Rossi/Parfitt/Young/Lancaster/Coghlan)
9. Down Down - 3:50 - (Rossi/Young)
10. Roll Over Lay Down - 5:41 - (Rossi/Parfitt/Young/Lancaster/Coghlan)
11. Rain - 4:34 - (Parfitt)
12. Mistery Song - 3:58 - (Parfitt/Young)
13. Wild Side of Life - 3:16 - (Warren/Carter)
14. Rockin' All Over the World - 3:32 - (Fogerty)
15. Again and Again - 3:42 - (Parfitt/Lynton/Bown)
16. Whatever You Want - 4:01 - (Parfitt/Bown)
17. Living on an Island - 3:47 - (Parfitt/Young)
18. What You're Proposin' - 3:51 - (Rossi/Frost)
19. Lies - 3:54 - (Rossi/Frost)
20. Don't Drive My Car - 4:13 - (Parfitt/Bown)
21. Something 'Bout You Baby I Like - 2:50 - (Supa)

## Tracce disco 2
1. Rock'n'Roll - 4:04 - (Rossi/Frost)
2. Dear John - 3:13 - (Gustafson/Macauley)
3. Ol' Rag Blues - 2:48 - (Lancaster/Lamb)
4. A Mess of the Blues - 3:20 - (Pomus/Shuman)
5. Marguerita Time - 3:28 - (Rossi/Frost)
6. Going Down Town Tonight - 3:37 - (Johnson)
7. The Wanderer - 3:28 - (Maresca)
8. Rollin' Home - 4:00 - (David)
9. Red Sky - 4:10 - (John David)
10. In the Army Now - 3:54 - (Bolland/Bolland)
11. Dreamin' - 3:04 - (Rossi/Frost)
12. Ain't Complaining - 3:59 - (Rossi/Williams/Parfitt)
13. Burning Bridges - 3:53 - (Rossi/Bown)
14. The Anniversary Waltz Part 1 (Medley) - 5:32 - (Lee/King/Mac/Mendelsohn/Barry/Maresca/Bartholomew/Collins/Penniman/Hammer/Blackwell)
15. The Anniversary Waltz Part 2 (Medley) - 5:29 - (Berry/Swan//Allison/Holly/Petty//Endsley/Everly/Harrison/Penniman/Johnson/Blackwell/Penniman)
16. I Didn't Mean It - 3:24 - (John David)
17. When You Walk in the Room - 3:04 - (De Shannon)
18. Fun, Fun, Fun - 3:05 - (Wilson/Love)
19. Don't Stop - 3:43 - (McVie)
20. All Around My Hat - 3:06 - (trad. ar. Hart/Knight/Prior/Johnson/Kemp/Pegrum)

## Formazione
- Francis Rossi – chitarra solista, voce
- Rick Parfitt – chitarra ritmica, voce
- Alan Lancaster – basso, voce
- John 'Rhino' Edwards – basso
- John Coghlan – percussioni
- Pete Kircher – percussioni
- Jeff Rich – percussioni
- Roy Lynes – tastiere
- Andy Bown – tastiere

## Altri musicisti
- Andy Bown – tastiere
- Bernie Frost – cori
- Bob Young – armonica a bocca
- The Beach Boys in Fun, Fun, Fun
- Maddy Prior in All Around My Hat